# Ayla (Chrono Trigger)
Ayla é uma personagem fictícia do videogame Chrono Trigger de 1995. Ela é uma mulher das cavernas sem 65.000.000 aC..que se junta ao grupo em sua busca para impedir que o antagonista Lavos acabe com o mundo em 1999 d.C. Ela foi criada pelo diretor Takashi Tokita e ilustrada por Akira Toriyama. Ela foi inspirada pelo cantor Ouyang Fei Fei e recebeu o nome do personagem "Clan of the Cave Bear" de mesmo nome.

## Conceito e criação
Ayla foi criada pelo diretor de Chrono Trigger, Takashi Tokita, e ilustrada por Akira Toriyama. Tokita foi inspirada pela cantora Ouyang Fei Fei quando a fez. Ele também a adicionou devido à falta de personagens simples e instintivos e ao potencial de humor. Ele a identificou como seu personagem favorito no jogo. O cabelo de Ayla era originalmente liso, mas o designer gráfico Masanori Hoshino queria que seu cabelo fosse um "estilo mais selvagem e ondulado", então eles fizeram com que Toriyama o mudasse. Ayla é uma mulher das cavernas que vive no ano 65.000.000 a.C. Enquanto sua roupa é atualmente um biquíni de pele e em vez disso está vestindo uma roupa mais limpa e mais arrumada. Os seios de Ayla eram originalmente mais fortes. Porém, o produtor Kazuhiko Aoki os fez reduzir isto. Seus seios ainda saltam um pouco na versão final durante alguns de seus ataques. Seu design, junto com o de Robo, foi o que mais mudou o elenco principal. O nome de Ayla é retirado do personagem "Clan of the Cave Bear" com o mesmo nome. Ayla faz um comentário potencialmente bissexual, em uma cena na versão japonesa do Super Nintendo entre ela, Crono e Lucca Ashtear, onde ela identifica que gosta de ambos os gêneros devido ao seu poder, mas não revela se é em um sentido sexual, depois é revelado que ela é apaixonada por Kino, homem de sua aldeia.  A cena foi censurada na versão em inglês para remover a troca entre Ayla e Lucca, em vez disso, referindo-se a Ayla, respeitando o poder de Lucca, o que faz com que Lucca reaja de maneira escárnia. Na versão em inglês do Chrono Trigger DS, a cena é escrita para indicar a atração de Ayla por Lucca, mas sem referenciá-lo diretamente. Tanto em japonês quanto em inglês, Ayla fala no discurso do homem das cavernas. Seu vocabulário é considerado rude pelos outros, e usa o pronome pessoal "あ た い" em japonês para se referir a si mesma, o que representa feminilidade e resistência. A versão inglesa perde este contexto na localização.
Sua música tema foi composta por Yasunori Mitsuda.  

## Aparições
Ayla apareceu pela primeira vez em Chrono Trigger como um dos sete protagonistas. Ela aparece pela primeira vez quando Crono e aliados aparecem em 65.000.000 a.C., quando ela os salva de uma raça de pessoas chamada Reptites. Ela reconhece seu poder e os convida para uma festa de comemoração. Ela desafia Crono para um concurso de bebida com o valioso Dreamstone como prêmio, que foi dado quando ela se tornou chefe da tribo Ioka, que ela dá uma vez que ela é derrotada. O Gate Key, um objeto criado por Lucca para viajar no tempo, é roubado por Reptites, em parte devido a seu parceiro Kino, e eles conseguem recuperá-lo. Depois de um ataque ao antagonista Magus, eles são enviados de volta a 65.000.000 aC por um portal de tempo criado por Lavos. Quando eles acordam, Ayla se junta a sua equipe e os ajuda em sua missão de impedir que Lavos destrua o mundo em 1999 AD. Depois de lutar com os Reptites e derrotar seu líder Azala, Lavos começa a descer para a Terra. Ayla tenta ajudar a salvar Azala, mas Azala se resigna à morte. Ayla e companhia escapam e Lavos então faz impacto com a Terra. Isso faz com que o mundo entre em uma era do gelo e os Reptites sejam extintos. O nome Lavos é dado por Ayla ("la" significa "fogo" e "vos" significa "grande" em Iokan), e ela continua a ajudá-los a derrotar Lavos. Quando Lavos é derrotado, Ayla retorna a 65.000.000 a.C. e se casa com Kino. É revelado que a protagonista Marle é uma descendente de Ayla e Kino.
Na sequência de Chrono Cross, uma jovem garota chamada Leah diz que quando ela tem um filho, ela o chamará de Ayla.

## Mercadoria
Uma estátua com Ayla, Crono e Robo foi exibida na Toy Fair 2010.

## Recepção
Desde que apareceu no Chrono Trigger, Ayla recebeu uma recepção positiva. A autora Madeleine Brookman discutiu como Ayla desafia as normas de gênero. Ela afirma que ela tem uma roupa "inerentemente sexualizada", mas observa que é uma roupa de sua escolha e é menos restritiva de roupas em outros períodos de tempo. A capa da capa de Final Fantasy Chronicles foi discutida por ela também, mencionando que sua cena a mostra em um ato de agressão para complementar outras imagens codificadas masculinas na capa, e retrata o comportamento de Ayla como desafiando as normas de gênero. Ela também criticou a decisão de remover a referência de Ayla aos seios em um contexto não-sexual, afirmando que diminuiu sua "admirável honestidade e compaixão para com os outros". Ela também aborda a cena em que Ayla propõe a Kino, que ela observa ser incomum, citando que apenas cinco por cento dos casamentos nos Estados Unidos tinham uma mulher a partir de 2014. Um escritor do site Bitmob observou que Ayla era seu personagem favorito no jogo devido a sua beleza e poder. A professora de Autostraddle, Loraine, teve uma recepção inicialmente negativa de Ayla devido a sua roupa, mas foi mais positiva aqui devido a seu desafio aos papéis de gênero. Ela discute seu papel dominante em seu relacionamento com Kino, sua posição como governante de sua tribo e ter estatísticas que são mais típicas para os personagens do RPG masculino. Autor Francis Montpetit discutiu como Ayla rompe com a "masculinidade militarizada" por ter ela sendo a mais forte entre o elenco. A modelo da Playboy, Pamela Horton, identificou Ayla como uma das suas personagens favoritas de videojogos devido à sua assertividade e independência. Ela fez cosplay como Ayla, e foi o único cosplay que ela fez.
A escritora da IGN, Meghan Sullivan, elogiou sua introdução, chamando-a de uma das melhores em videogames. Ela também elogiou seu tema. Outro escritor da IGN identificou a cena entre Ayla e Azala como um dos mais memoráveis jogos de RPG japoneses. O escritor John P. Hussey achou que Ayla era esquecível. Dave Valentine observou que, embora ela seja primitiva, ela tem estilo e um tema musical que reflete isso. Autor Justin Daniel Sextro observou que, enquanto o tema do mundo superior para 65.000.000 a.C. usou música codificada, o próprio tema de Ayla não é, usando instrumentos de sopro em vez de instrumentos de percussão. Autor Michael P. Williams sentiu que ela chegou perto do estereótipo "burra loira", mas evita-o por ser a "mais conjunta" do elenco. Ele cita sua nobreza e pragmatismo como exemplos disso. Ele também a chamou de personagem mais sexy do jogo. Ele sentiu, no entanto, que o mini-jogo de beber entre Ayla e Crono "minou sua ferocidade".